# 廣瀨U.FL連接器

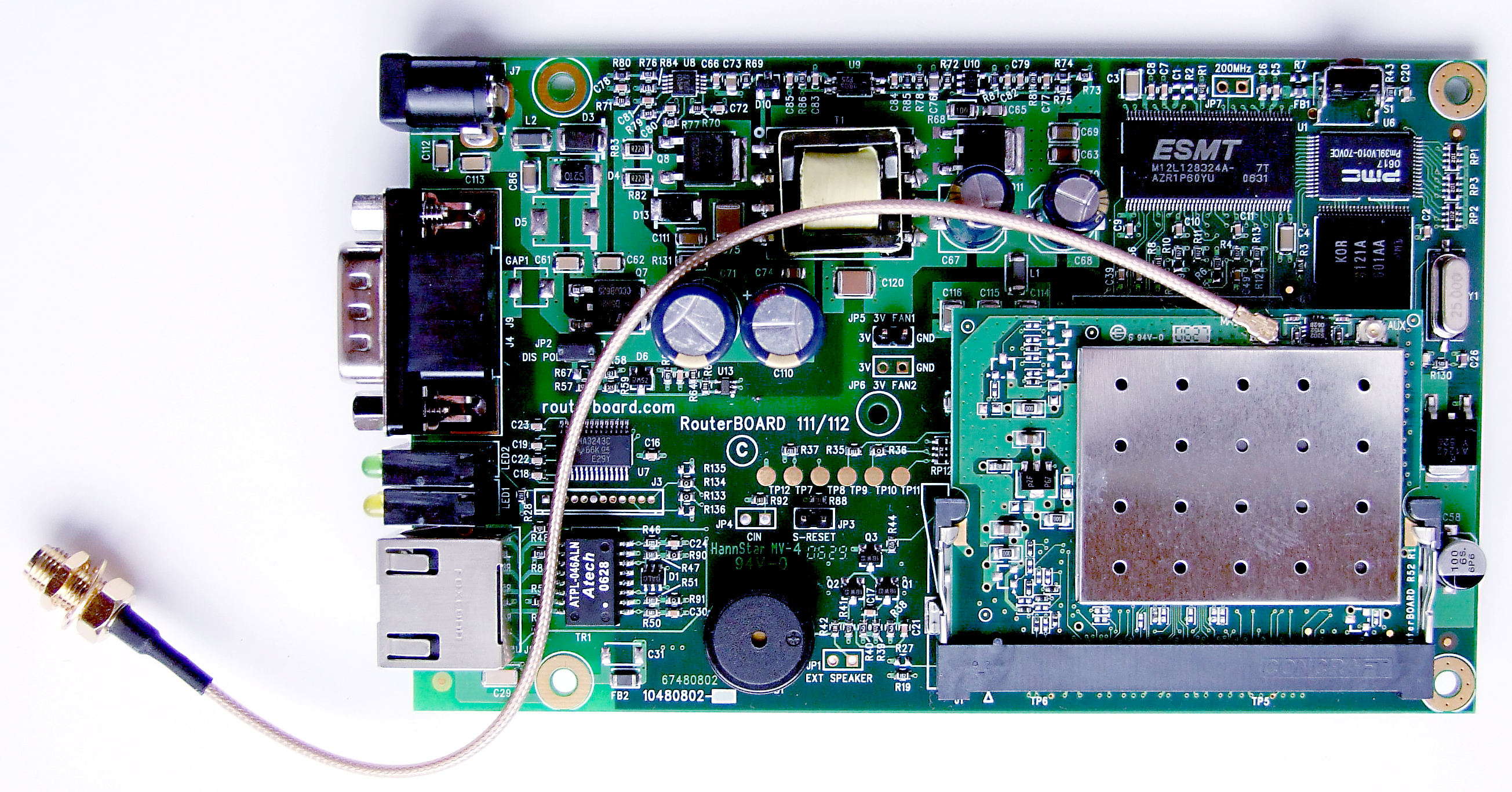
一塊RouterBoard 112，上面插上了R52 miniPCI Wi-Fi卡和SMA轉U.FL的跳接線。

廣瀨U.FL連接器是廣瀨電機所推出的微型同軸連接器，其他廠商又稱作MHF 、AMC或UMCC。U.FL 連接器通常用於小型設備，如在智能電話、手提電腦或者嵌入式系統裏面連接Wi-Fi、GPS天線。
U.FL母連接器通常會用於同軸電纜上面，最常見是直徑1.32mm的雙屏蔽跳接線；而公連接器就會以表面黏著技術焊在電路板其中一面，而且只佔用約3.0（長）× 3.1（闊）×２.5 mm（高）的空間。  基本上所有U.FL連接器的特性阻抗都是50Ω。因為U.FL在設計上用於裝置裏頭，裝置使用者不會插拔連接器，所以市場上多數U.FL設計上只能承受約30次插拔。
雖然廣瀨電機註冊了U.FL的專利和商標，但係其他廠商都以別的名字推出兼容的連接器，例如。

## W.FL連接器
W.FL（又稱作AMMC、MHF III），是廣瀨電機推出、與U.FL相似的同軸連接器，同樣達到6 GHz，但係比U.FL更小型，只有2.0（長）× 2.0（闊）×1.4 mm（高）。 

## 外部連結
- 廣瀨U.FL系列
- Farnell SMT 超微型同軸連接器 （页面存档备份，存于）
- Tyco Electronics UMCC — 超小型同軸連接器和電纜組件系列
- 廣瀨W.FL系列